# اتحاد الدفاع عن حق المرأة في التصويت
اتِّحاد الدفاعِ عن حقِّ المَرأةِ في التَّصويت هي منظمة أمريكية راديكالية، تم تأسيسُها عام 1913 وأدارتهَا كلٌّ من أليس بول ولوسي بيرنز. وقد شنت حملة لإجراء تعديل دستوري يضمن حق المرأة في التصويت. وقد تأثرت بحركة حق التصويت في المملكة المتحدة. جذَبت الحملة اهتمامَ أعضاءِ الكونغرس، وفي عام 1914 نجَحت الحملةُ في إجراءِ التعديلِ الدستوريِّ لأول مرة منذ عقودٍ.

## التاريخ

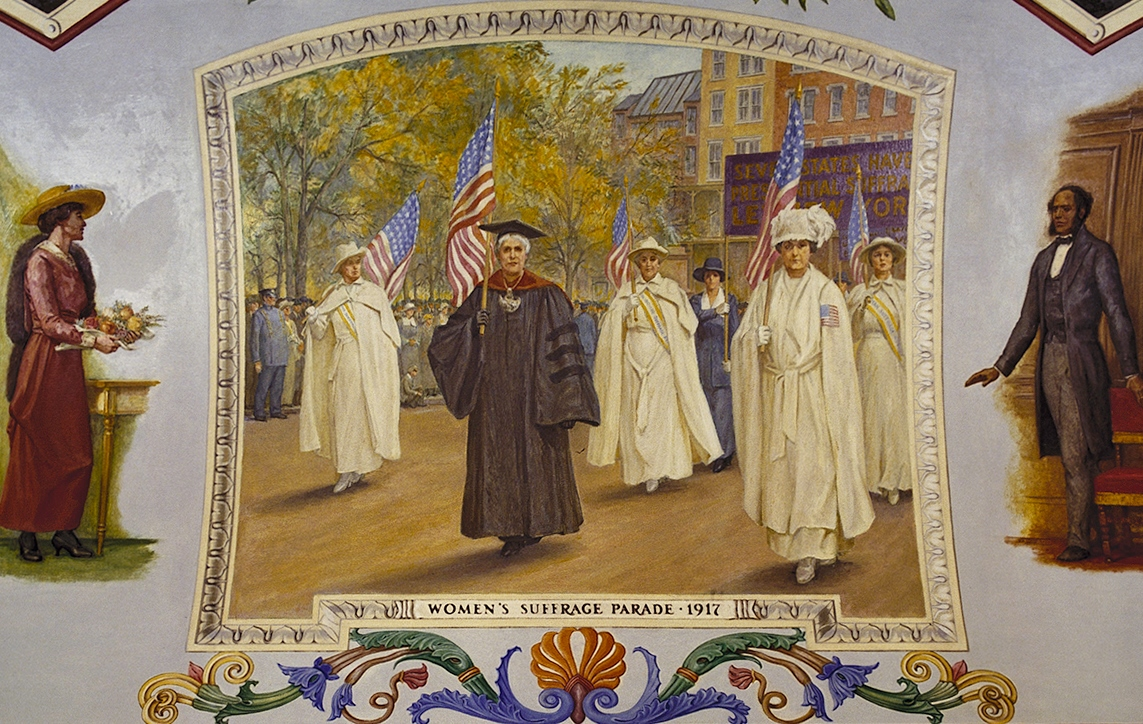
رسم في الولايات المتحدة لقادة الجمعية الوطنية لحق المرأة في التصويت آنا هوارد شاو وكاري شابمان كات

أسَّست أليس بول الاتحادَ بعد انضمامِها للجمعيةِ الوطنيةِ لحقِّ المرأة في التَّصويت، وحصولِها على مركز قيادي بمجلسها. تم تأسيسُ اتحاد الدفاع عن حق المرأة في التصويت لمساعدة مجلس الجمعية الوطنية لحق المرأة في التَّصويت، وكان هدفُهما مشتركًا، وهو إجراءُ إصلاحٍ في الدستور الأمريكي يعطي جميع النِّساء الحقَّ في التصويت. فِي البدايةِ، تعاونَ اتحاد الدفاع عن حق المرأة في التصويت مع الجمعيةِ الوطنية، لكن في 13 مارس 1913 وبعدما أدرك الاتحادُ العملَ الذي يتعين عليه القيام به، أصبح الاتحاد مسئولًا عن أدواره وتمويلِه، لكن ظلَّ تابعًا للجمعيةِ. وفي خريف 1913 اتهمت كاري شابمان كات الاتحاد بالعِصيانِ والمُخالفاتِ المالية، المزاعم التي تراجعت عنها في وقت لاحق. تضاربت استراتيجيات المنظمتين، وشعرت قياداتُ الجمعية بالتهديد. في ديسمبر 1913 عيَّنت الجمعية الوطنية لحق المرأة في التصويت مجلسًا جديدًا، وقطعت صلاتها رسميًّا بالاتحاد.

## المبادرة

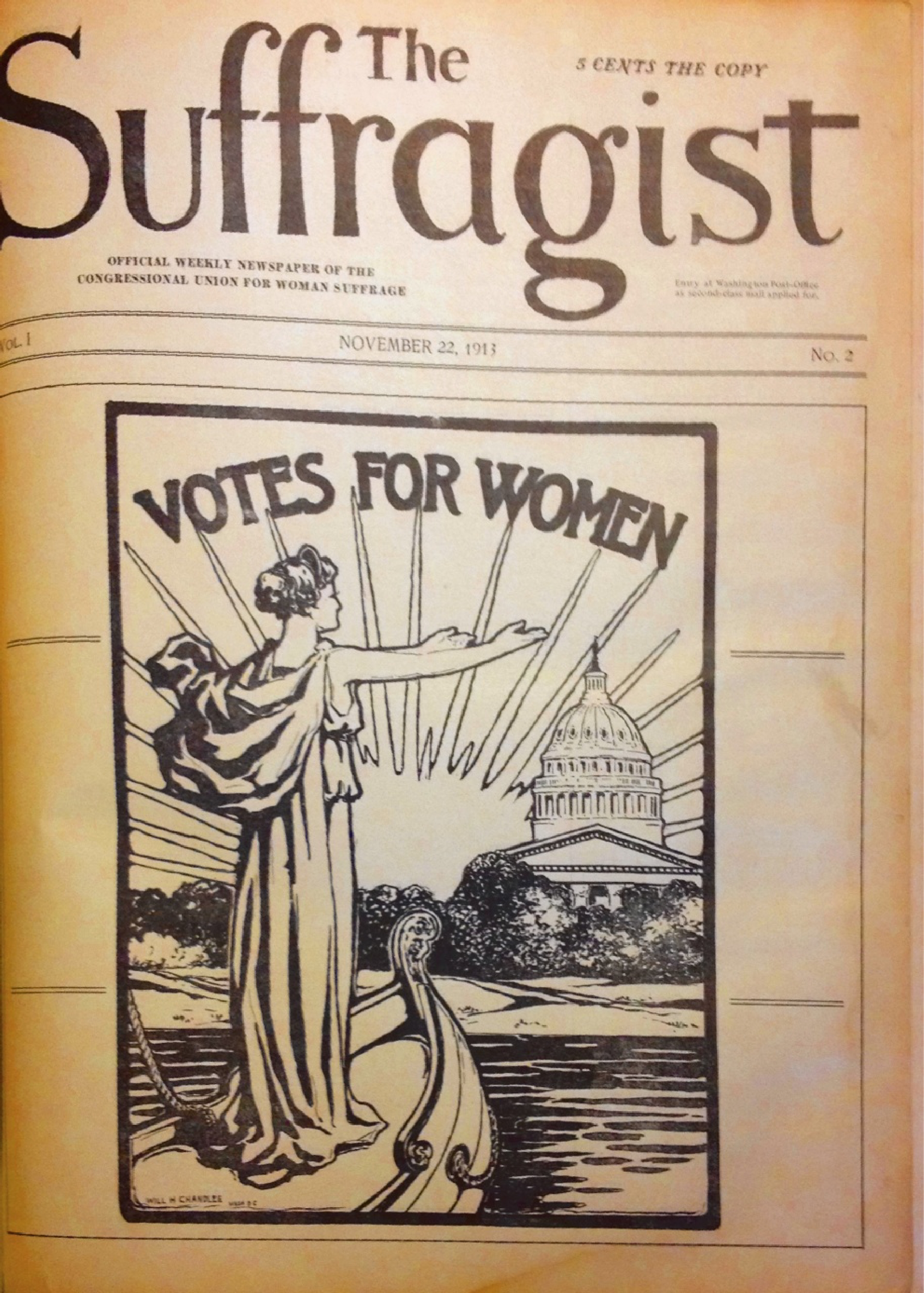
الصفحة الرئيسية لصحيفة "The Suffragist" (عدد 22 نوفمبر 1913)

اتبع الاتحاد نهجًا جديدًا مستوحى من المُناضلات البريطانيات في كفاحه من أجل حصول المرأة على حق التَّصويت. أيقَنت أليس أنه لا ينبغي على المرأةِ التوسُّل للحصولِ على حُقوقِها. وأدخلت أليس الأساليب النضالية التي انتَهجها الاتحاد السياسي الاجتماعي النِّسائي في بريطانيا؛ كالإجراءات المباشرة، تنظيم المظاهرات الضخمة والاعتصام أمام البيت الأبيض يوميًّا. ضم الاتحاد 4,500 عضوًا، ووصل تمويله إلى 50,000 دولار عام 1914. وقد أُلقي القبض على بعض الأعضاء وتعرضوا للسَّجن في بعض الأحيان.

## المنظمة
كان المقر الرئيسي للاتحَاد واقعًا في شَارع F في واشنطن[ ؟ ] بالقُرب من فندق ويلارد، في موقعٍ بارزٍ للغَاية، وقد تحمَّلن تكَاليفَه بأنفُسهنّ. وقد شرَعن في عملِ «مدارس الاقتراع» لينشُروا الوَعي بقضِيتن، وعقَدن عِدة اجتماعاتٍ يوميًّا. وكان للاتِّحاد عدةُ فروعٍ في عددٍ من الولاياتِ، وكانت أعمالُه تنتقلُ من منطقةٍ لأخرى، ولم تقتَصر على المقرِّ الرَّئيسي له في واشنطن[ ؟ ]. وقد نشر الاتِّحاد صحيفةً تُدعى "The Suffragist" ضمَّت مقالاتٍ لعضواتٍ بارزاتٍ كأليس بول[ ؟ ]، لوسي بيرنز وإينيز ميلهولاند. وكانت رسَّامةُ الكاريكاتير الرئيسية في الصحيفة، ونُشِرت رسوم كاريكاتير لفنانين آخرين أيضًا ككورنيليا بارنز، بوردمان روبنسون وماريتا أندروز.

## الحملة

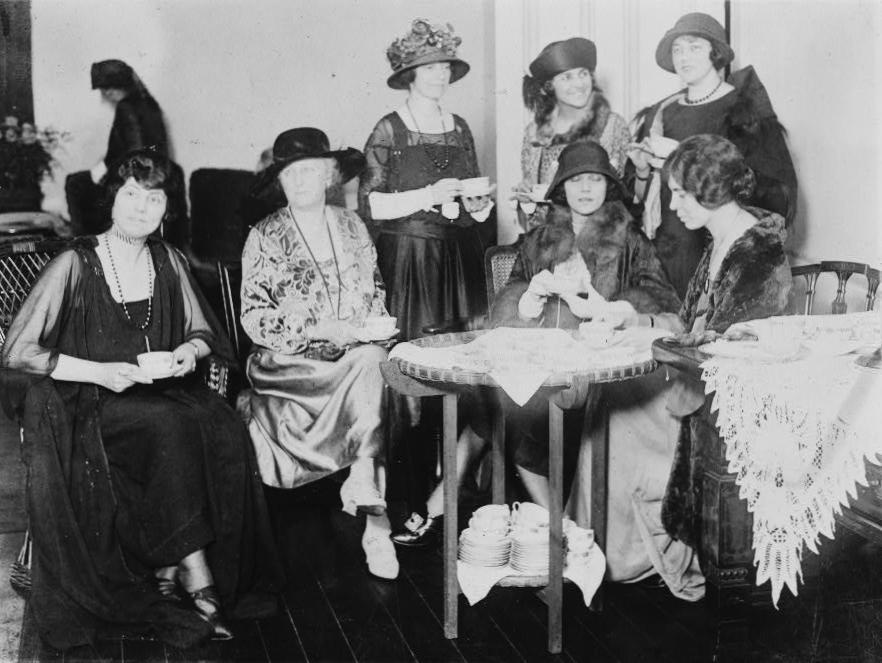
حفل شاي لعضوات الحزب الوطني للمرأة

شنَّ الاتحادُ حملة من أجل تعديلِ دستوريٍّ يضمنُ حق المرأةِ في التصويت. وعلى نهجِ المطالباتِ بحق المَرأة في التَّصويت في المملكةِ المتَّحدة، ألقَى الاتحادُ باللوم على حزبِ الأغلبيةِ لعدم إجرَاء التَّعديل الدستوري، وكان حزبُ الأغلبيةِ حينئذٍ الحزب الديموقراطي[ ؟ ] برئَاسة وودرو ويلسون. سافرت العُضوات غربًا وشنن حملةً ضد الديموقراطِيين أملًا في عدمِ انتخابهم[ ؟ ] مرةً أخرى، وكانت حملتُهن ضد الديموقراطيين الذين أيَّدوا حق المرأة في التصويتِ أيضًا، رغم تعرضِهن للنقدِ من قبل الجمعيةِ الوطنية لحقِّ المرأةِ في التصويتِ. وقد سافرنَ غربًا بالقطار مستخدماتٍ أساليبَ لجذب الانتباه، وبالفعل جذبت خطبهن في محطاتِ القطار انتباه الصحفيين. وأدت حملتُهن إلى خسارة 20 ديموقراطيًّا مؤيدًا لحق الاقتراع؛ مما أدى إلى استياء لجمعية الوطَنية لحق المرأةِ في التصويت.

## الحزب الوطني للمرأة
أنشأ اتحاد الدفاع عن حق المرأة في التصويت الحزبَ في اجتماعٍ بشيكاغو عام 1916. ضمَّ الحزبُ عضواتِ الاتحادِ برئاسة أليس بول[ ؟ ]. تشكلت لجنة للحملة ضمن الحزب برئاسة آن هنريتا مارتن. عام 1917 انضمَّت المنظمتان معًا لتشكلا الحزبَ الوطنيَّ للمرأةِ، وتم انتخابُ أليس بول[ ؟ ] كرئيسة للحزب.

## عضوات بارزات
- أليس بول[ ؟ ]
- لوسي بيرنز
- ماري ريتر بيرد
- دورا لويس
- كريستال إيستمان
- مابيل فيرنون
- بيل كيس لافوليت
- دوريس ستيفنز
- هيلين كيلر
- ماريا مونتيسوري
- دوروثي داي

### صور

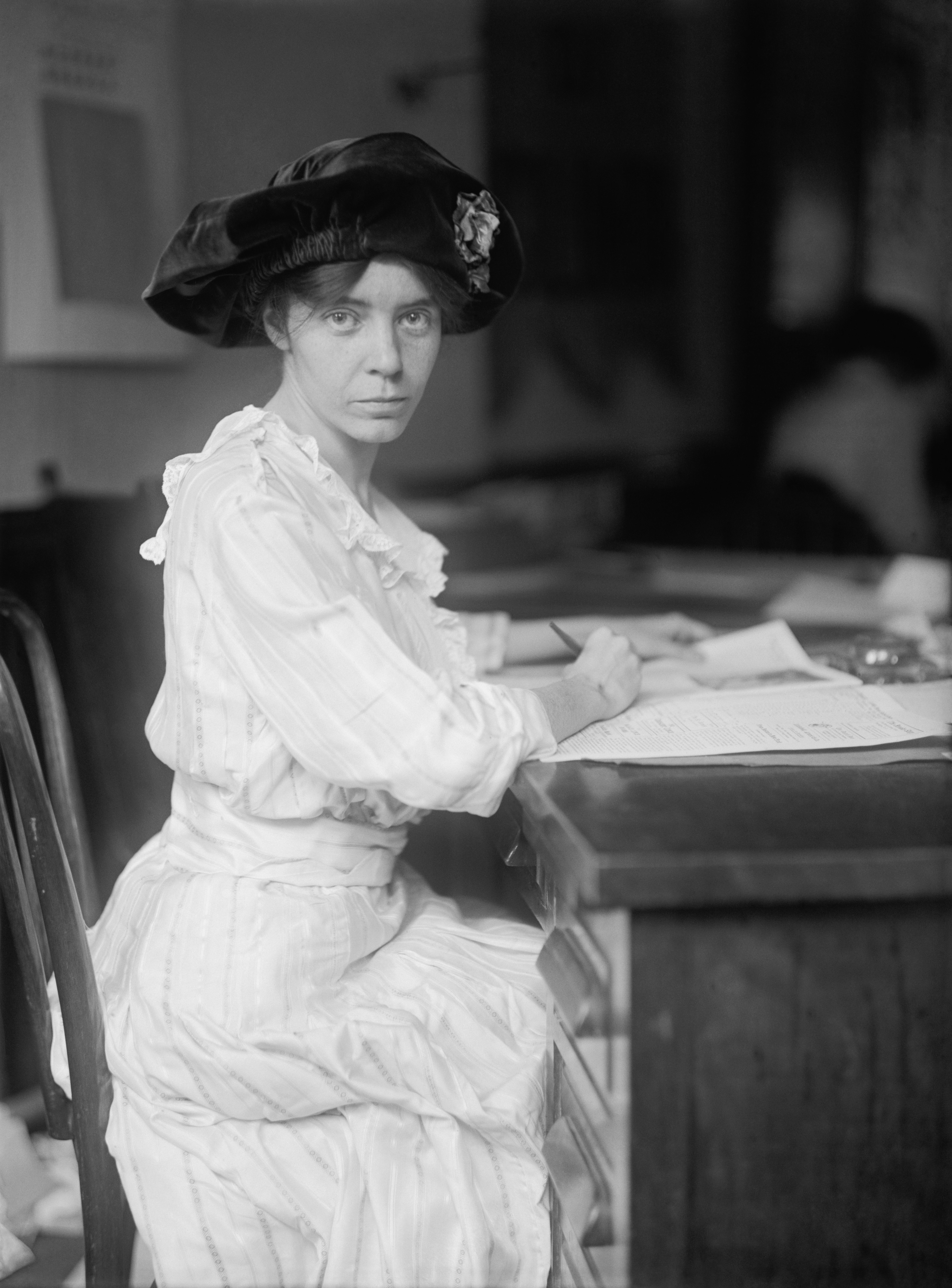
أليس بول
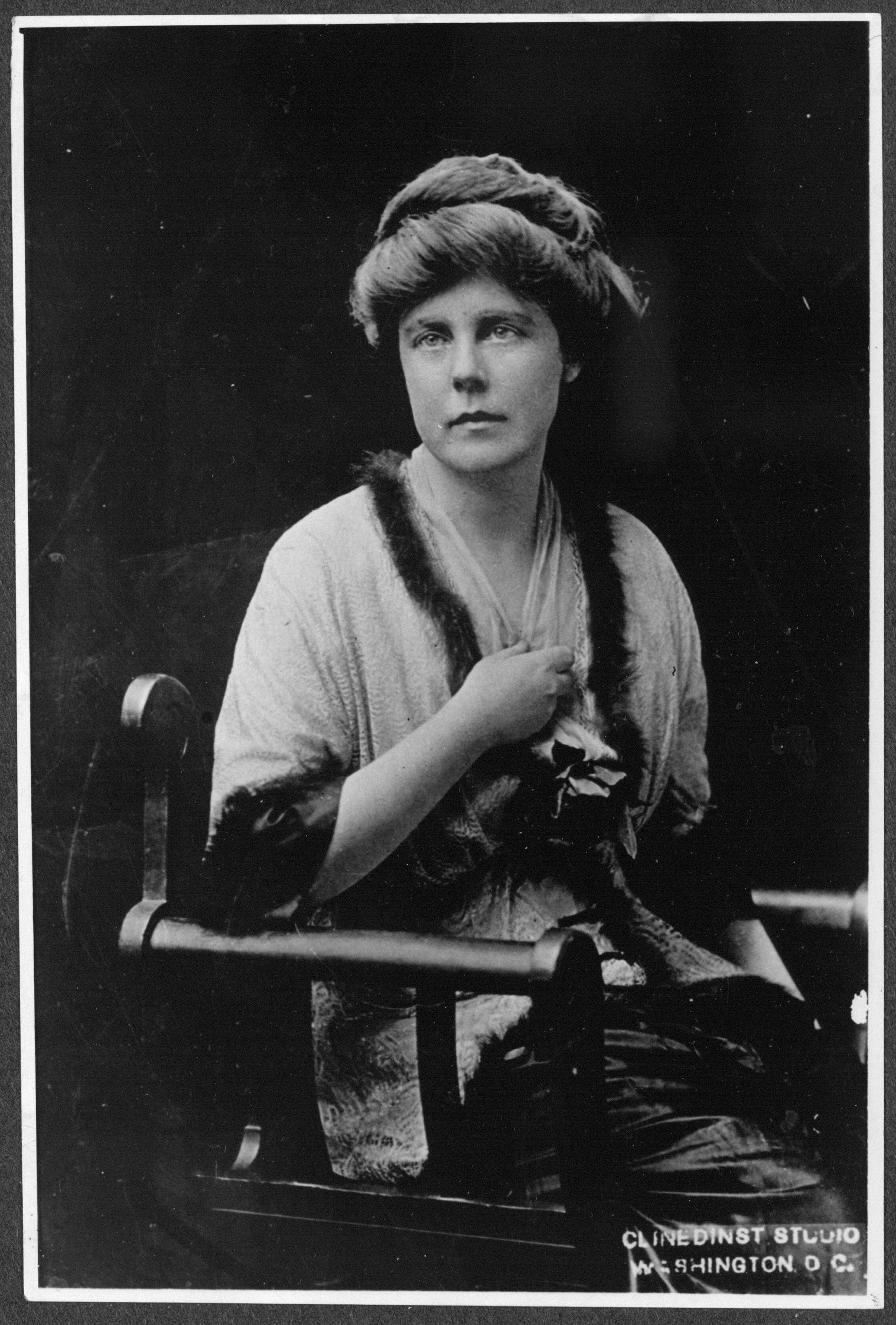
لوسي بيرنز 1913
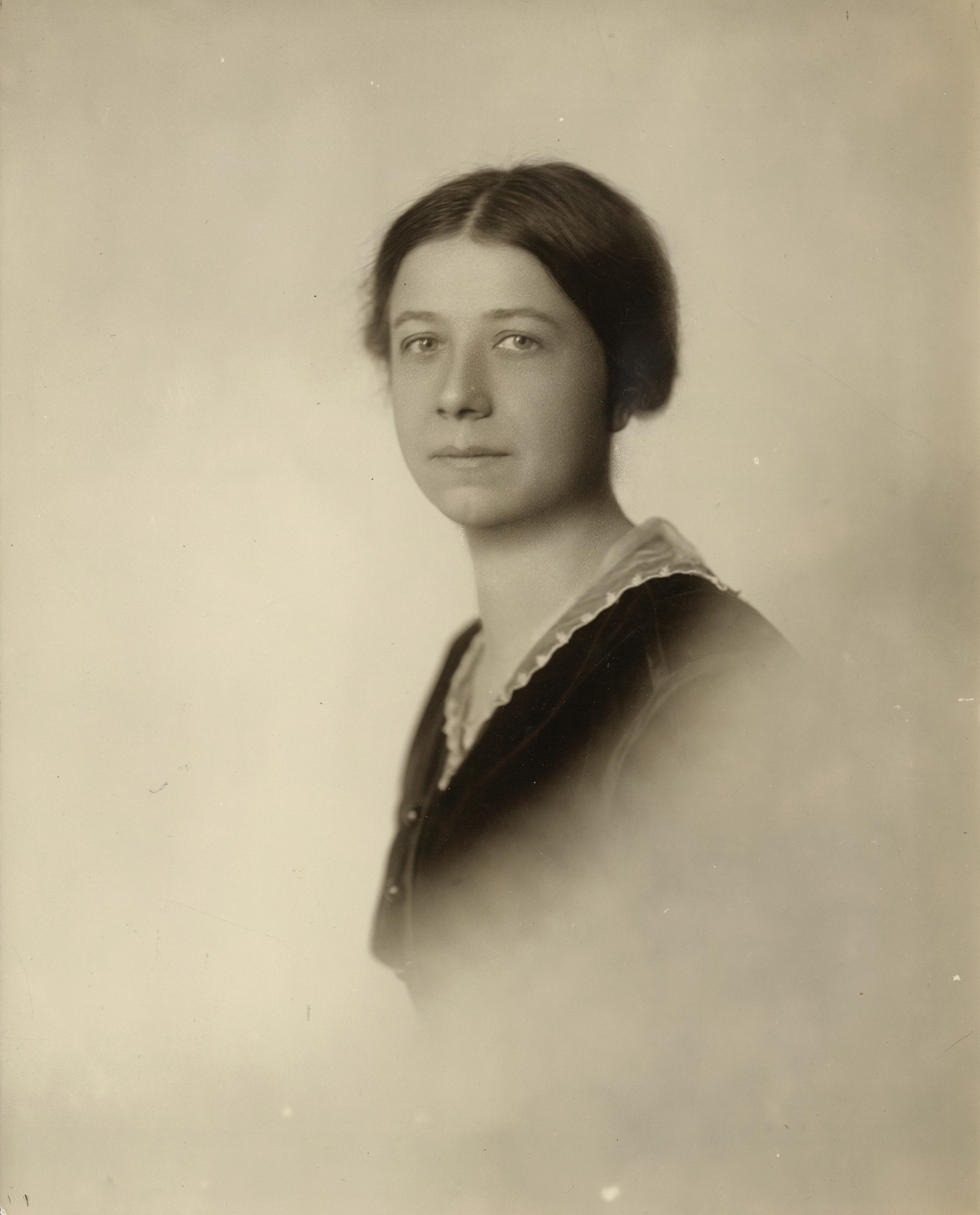
ماري ريتر بيرد
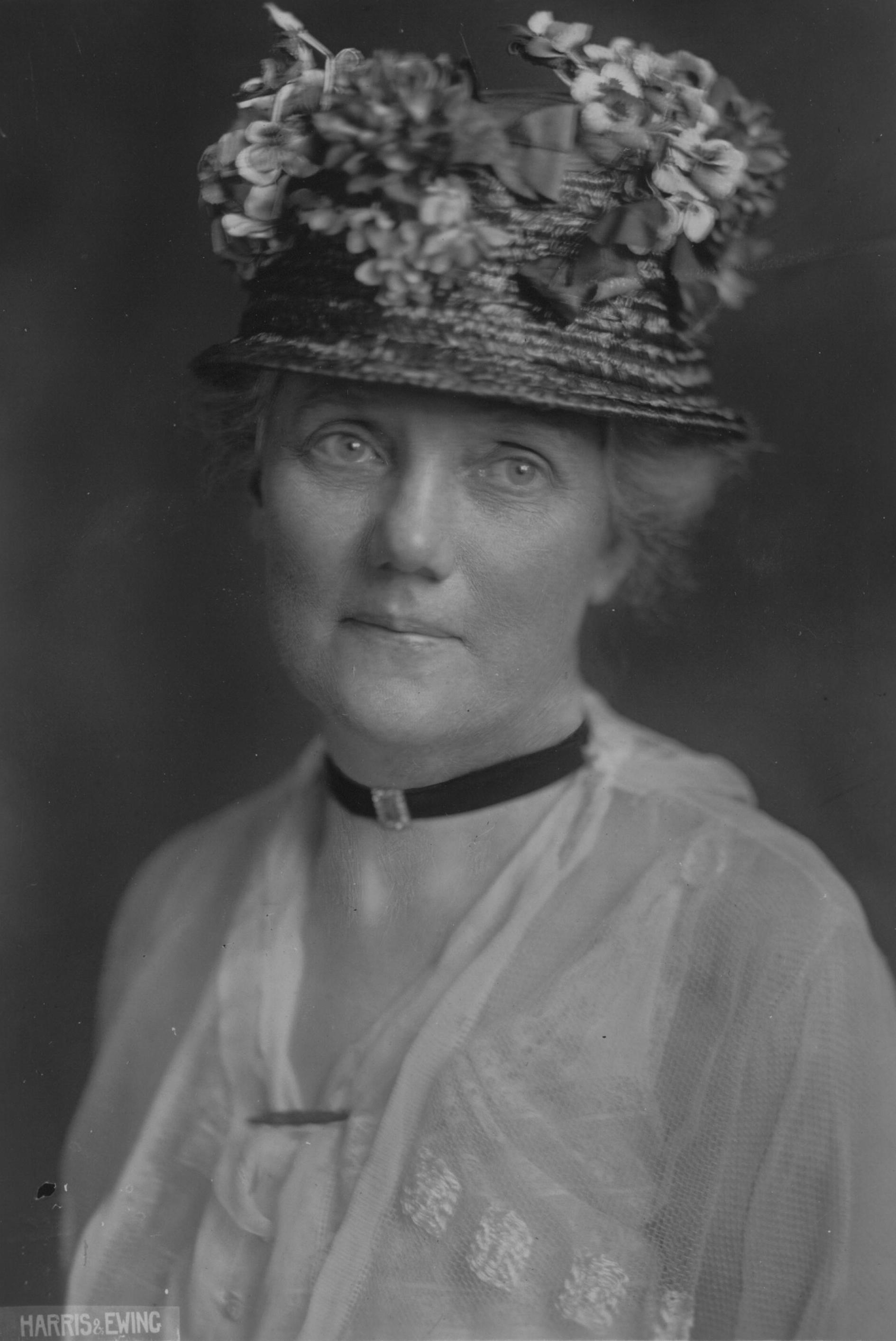
دورا لويس
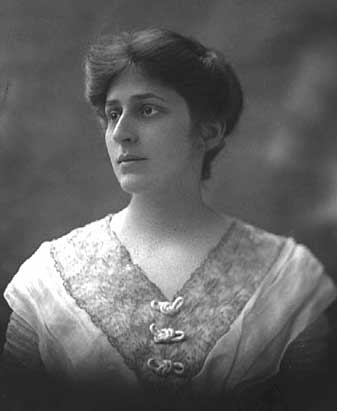
كريستال إيستمان
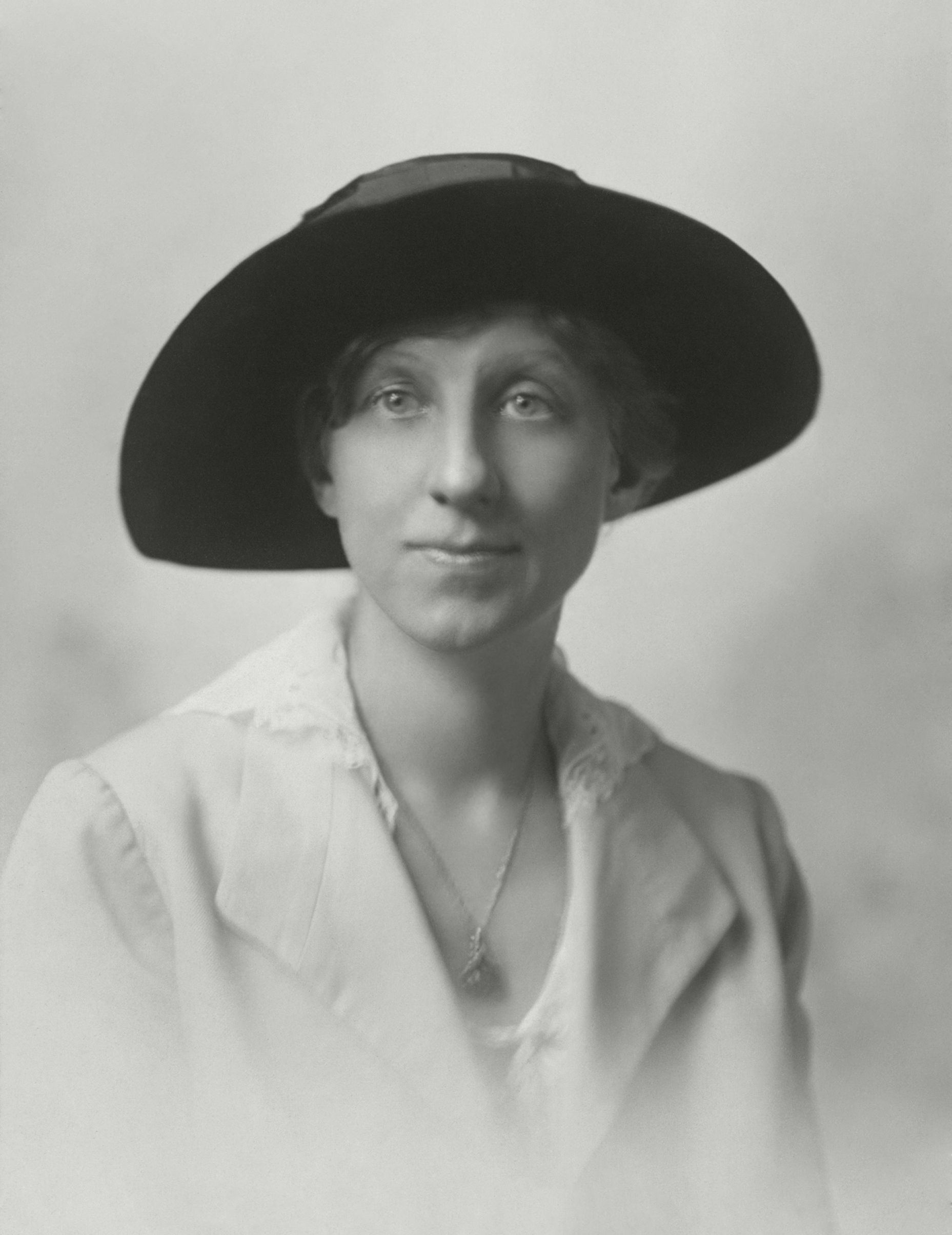
مابل فيرنون
أوليمبيا براون
بيل كيس لافوليت
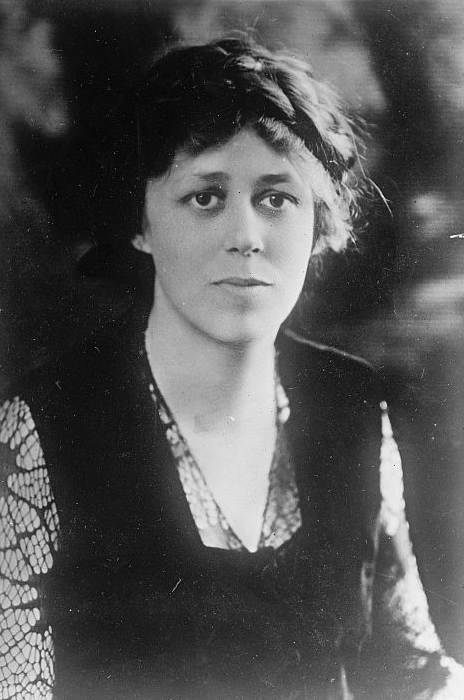
دوريس ستيفنز
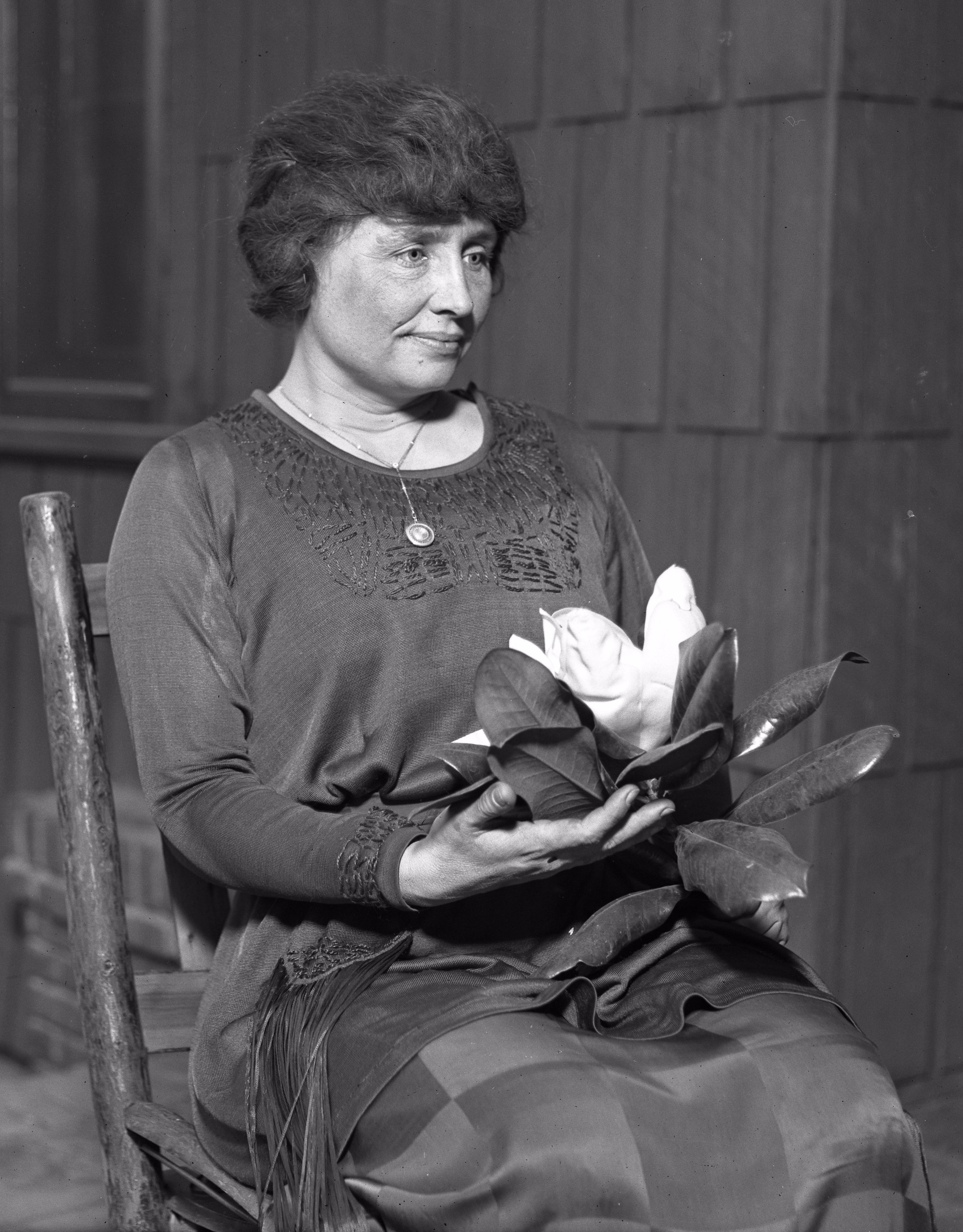
هيلين كيلر 1920
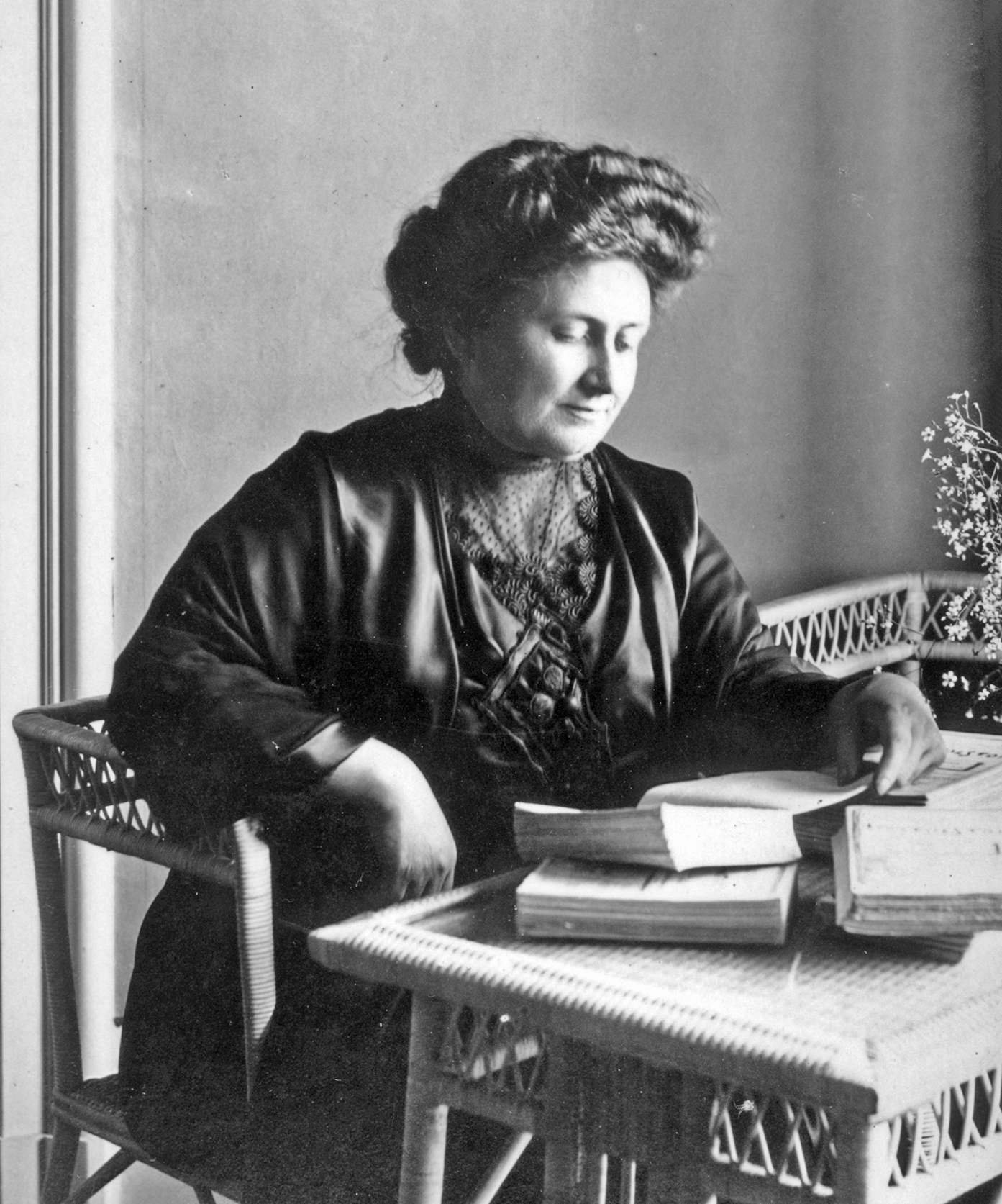
ماريا مونتيسوري 1913
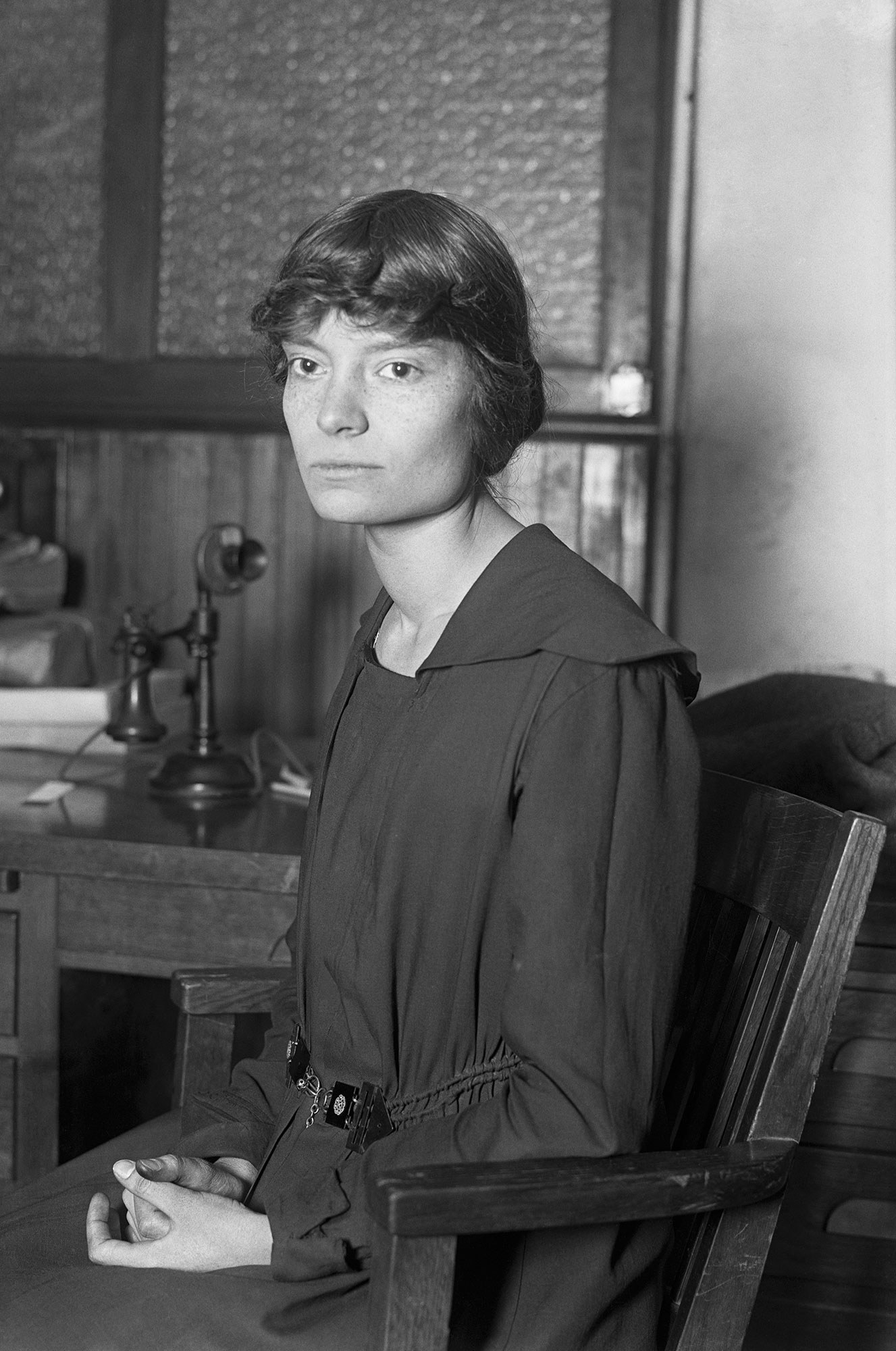
دوروثي داي 1916